# Ron Masak
Ronald Alan Masak, dit Ron Masak, né le 1er juillet 1936 à Chicago (Illinois) et mort le 20 octobre 2022 à Thousand Oaks (Californie), est un acteur, producteur et réalisateur américain.

## Filmographie

### Acteur

#### Cinéma
- 1968 : Second Effort : Ron
- 1968 : Destination Zebra, station polaire (Ice Station Zebra) de John Sturges : CPO Paul Zabrinczski
- 1969 : La Boîte à chat (Daddy's Gone A-Hunting) de Mark Robson : Paul Fleming
- 1969 : Qui tire le premier ? (A Time for Dying) de Budd Boetticher : Sam, le tenancier du bar
- 1970 : Tora ! Tora ! Tora ! de Richard Fleischer, Kinji Fukasaku et Toshio Masuda : Lieutenant Laurence Ruff
- 1971 : Evel Knievel : Pete
- 1971 : The Marriage of a Young Stockbroker (en) de Lawrence Turman : le premier fan de baseball
- 1974 : The Man from Clover Grove : Claude Raintree
- 1975 : Les Aventuriers du Lucky Lady (Lucky Lady) de Stanley Donen : (voix)
- 1975 : Jeremiah of Jacob's Neck : Chief Tom Rankin
- 1976 : Woman in the Rain
- 1978 : Rayon laser (Laserblast) de Michael Rae : un shériff
- 1978 : Harper Valley P.T.A. (en) : Herbie Maddox
- 1989 : Une chance pour tous (Listen to Me) de Douglas Day Stewart : le père de Monica
- 1995 : Cops n Roberts : Vince Palermon
- 2000 : The Thundering 8th : Spike Sills
- 2002 : The Stoneman : Détective Lieutenant J. D. Hill
- 2006 : La Revanche des losers (The Benchwarmers) de Dennis Dugan : le principal
- 2011 : My Trip to the Dark Side : Mr. James Griffin
- 2012 : Lose Yourself : Mr. Griffin
- 2014 : My Trip Back to the Dark Side : Mr. James Griffin
- 2018 : Angels on Tap : Jud
- 2020 : The Last Page of Summer : Dan

#### Télévision
- 1960 : La quatrième dimension (The Twilight Zone) (série) : l'homme à l'harmonica
- 1967-1968 : The Second Hundred Years (série) : un flic
- 1968 : Les Monkees (The Monkees) (série) : le comte
- 1968 : La Sœur volante (The Flying Nun) (série) : Mike
- 1968 : Premiere (série) : Sergent Ford
- 1968 : Max la menace (Get Smart) (série) : Schlermer
- 1968 : The Good Guys (série) : Andy Gardner
- 1968-1969 : Jinny de mes rêves (I Dream of Jeannie) (série) : Joe / MacWhorter
- 1969 : Vernon's Volunteers (téléfilm)
- 1969 : Mayberry R.F.D. (série) : Jim
- 1969-1970 : Ma sorcière bien-aimée (Bewitched) (série) : Buck / Irving Bates Sr. / Officier de police n° 2 / Clancey
- 1970 : Nanny et le professeur (Nanny and the Professor) (série) : Frankie
- 1970 : Arnie (série) : Gabe
- 1970 : Nancy (série) : Hawkins
- 1971 : Alerte sur le Wayne (Assault on the Wayne) (téléfilm) : CPO Corky Schmidt
- 1971 : The Young Lawyers (série) : F. P. Expert
- 1971 : L'Homme de fer (Ironside) (série) : Michaels
- 1971 : The Priest Killer : Michaels
- 1972 : Heat of Anger
- 1973 : Love Thy Neighbor (série) : Charlie Wilson
- 1974 : La Loi (The Law)
- 1975 : The Law (feuilleton) : Matt Lee
- 1976 : McNaughton's Daughter  : Sam Bacon
- 1976 : Once an Eagle (feuilleton) : Maynard Lambert
- 1977 : In the Glitter Palace : Fred Ruggiero
- 1978 : No Margin for Error : Onorato
- 1978 : The Bastard :  voix
- 1979 : Wally Brown (série) : Warren Burdett
- 1979 : Pleasure Cove de Bruce Bilson (téléfilm) : Joe
- 1980 : Le Cauchemar aux yeux verts (The Aliens Are Coming) : Harve Nelson
- 1980 : Police Story: Confessions of a Lady Cop : Dimaggio
- 1980 : Magnum : saison 1, épisode 6
- 1982 : The Kid from Nowhere : Olympics Announcer
- 1982 : The Neighborhood : Nick Riccardo
- 1982 : Meatballs & Spaghetti (en) (série) : Meatballs (voix)
- 1987 : The Law and Harry McGraw (série) : lieutenant Paul
- 1987 : Arabesque (série) :  épisode

19 Marty- Règlements de compte (No Accounting for Murder)
- 1988-1996 : Arabesque (série) : shérif Mortimer Metzger
- 1992 : Les Visiteurs de l'au-delà (Intruders) : Manning
- 1996 : Adventures of Nicholas at Roaring Camp : le narrateur
- 1997 : When Time Expires : TV Evangelist, Thermot's Interface
- 1997 : Snowden on Ice : voix
- 1998 : Columbo : En grandes pompes - Tu retourneras poussière (Ashes to Ashes) (série): Eddie Fenelle
- 1998 : Onde de choc (No Code of Conduct) : Julian Disanto

### Producteur
- 2000 : The Thundering 8th.

### Réalisateur
- 1982 : Ya Gotta Believe.